# 대혜보각선사서 (보물)
대혜보각선사서(大慧普覺禪師書)는 서울특별시 종로구 국립고궁박물관에 있는 고려시대의 책이다. 2010년 10월 25일 대한민국의 보물 제1662호로 지정되었다.

## 개요
《대혜보각선사서》는 중국 송나라의 대혜종고(大慧宗杲, 1088년 ~ 1163년)가 편지글을 모은 책이다. 대혜(大慧)가 주로 사대부들에게 선(禪)에 관한 여러 가지 것들을 대답해 준 편지로 제자인 혜연(慧然)이 기록하고 정지거사 황문창(淨智居士 黃文昌)이 중편하였는데,《대혜어록》(大慧語錄) 30권 가운데 25~30권에 해당된다. 총 62편의 서신 중 승려에게 보낸 2편과 여성에게 보낸 1편을 제외한 59편은 모두 당시의 관료나 지식인들과 주고받은 서신이다. 서명에 표시된 대혜(大慧)는 그의 자이고, 보각(普覺)은 시호이다. 그 서명을 줄여서 '대혜서장'(大慧書狀), '서장'(書狀), '서'(書) 등으로 쓰거나 부르기도 하나 주로 '서장'(書狀) 이라 일컫고 있다.
이 책은 경산 묘희암 송본(徑山 妙喜庵 宋本)을 저본으로 1387년(우왕 13년)에 번각한 판본이다. 표지는 가철되어있고 표제를 '대혜어록'(大慧語錄) 이라 묵서로 썼다. 책머리에는 '대혜보각선사서'(大慧普覺禪師書) 권수제가 있고 다음 행에 '참학 혜연 록'(參學 慧然 錄) '정지거사 황문창 중편'(淨智居士 黃文昌 重編) 편찬자가 기록되어 있고 본문에는 구결이 있다. 권말에는 황문창(黃文昌)의 후기와 1166년(건도(乾道) 2년) 8월 경산 묘희암(徑山 妙喜庵)에서 간행된 간기가 있으며, 또한 1387년(우왕 13년) 10월 이색(李穡)이 쓴 발문에 이어 주상전하를 위한 발원문과 시주질(施主秩)이 있다.
조선시대 강원에서 학습교재로 널리 사용된 책으로 특히 현재 유일의 고려본으로 조선 사찰본의 모본이 되었던 귀중한 판본이다. 따라서 불교학 및 서지학 분야의 고판본 연구에 중요한 자료로서 가치를 지닌 것으로 판단되어 국가문화재로 지정하여 보존하고 연구할 만한 가치가 충분하다고 평가되었다.

## 같이 보기
- 대혜보각선사서

## 참고 자료
- 대혜보각선사서 - 국가유산청 국가유산포털